# Chyngyz Torekulovich Aitmatov
Chyngyz Torekulovich Aytmatov (tiếng Kyrgyz: Чыңгыз Төрөкулович Айтматов, đã Latinh hoá: Chynggyz Törökulovich Aytmatov) (12/12/1928 - 10/6/2008) là một nhà văn người Kyrgyzstan. Ông đã viết các tác phẩm của mình bằng tiếng Nga và cả tiếng Kyrgyzstan, nổi tiếng với những sáng tác văn học về quê hương của ông. Đề tài chủ yếu trong các truyện ngắn của Aitmatov là về cuộc sống khắc nghiệt nhưng cũng đầy chất lãng mạn của người dân vùng đồi núi Kyrgyzstan, tình yêu, tình bạn, tinh thần dũng cảm vượt qua những thử thách hi sinh thời chiến tranh, thái độ tích cực đấu tranh của tầng lớp thanh niên, đầu tiên là các nữ thanh niên để thoát khỏi sự ràng buộc của những tập tục lạc hậu. Ông là người gốc Thổ Nhĩ Kỳ (Turkic) Tatar và Kyrgyz. Đóng góp của ông cho sự phát triển của văn học Thổ Nhĩ Kì là rất lớn.

## Tiểu sử và sự nghiệp
Ông được sinh ra bởi một người cha và người mẹ Tatar. Cha mẹ của Aitmatov là công chức ở Sheker. Năm 1937, cha ông bị buộc tội "chủ nghĩa dân tộc tư sản" tại Moscow, bị bắt và xử tử vào năm 1938.
Aitmatov sống tại thời điểm mà Kyrgyzstan đang được chuyển đổi từ một trong những vùng đất xa xôi nhất của Đế quốc Nga sang một nước cộng hòa thuộc Liên Xô. Tác giả tương lai đã học tại một trường học của Liên Xô ở Sheker. Ông cũng làm việc từ khi còn nhỏ. Mười bốn tuổi, ông là trợ lý cho Bộ trưởng tại Làng Xô Viết. Sau đó, ông giữ các công việc như một người thu thuế, một người tải, một trợ lý kỹ sư và tiếp tục với nhiều loại công việc khác.
Năm 1946, ông bắt đầu học tại Phòng Chăn nuôi của Viện Nông nghiệp Kirghiz ở Frunze, nhưng sau đó chuyển sang nghiên cứu văn học tại Viện Văn học Maxim Gorky ở Moscow, nơi ông sống từ năm 1956 đến 1958. Trong tám năm tiếp theo, ông làm việc cho Pravda. Hai ấn phẩm đầu tiên của ông xuất hiện vào năm 1952 bằng tiếng Nga: "The Boy Boy Dziuio". Tác phẩm đầu tiên của ông được xuất bản ở Tiếng Slovak là "Tiếng Pháp" (Mưa trắng, 1954), và tác phẩm nổi tiếng của ông "Jamila" (Jamila) xuất hiện vào năm 1958. Năm 1961, ông là thành viên ban giám khảo tại Liên hoan phim quốc tế Moscow lần thứ 2 Năm 1971, ông là thành viên ban giám khảo tại Liên hoan phim quốc tế Moscow lần thứ 7.
Năm 1980 đã chứng kiến cuốn tiểu thuyết đầu tiên của ông: "Và một ngày dài hơn thế kỷ"; cuốn tiểu thuyết quan trọng tiếp theo của ông, The Scaffold đã được xuất bản năm 1988. "Và một ngày dài hơn thế kỷ" và các tác phẩm khác đã được dịch sang nhiều ngôn ngữ. Năm 1994, ông là thành viên ban giám khảo tại Liên hoan phim quốc tế Berlin lần thứ 44. [4] Năm 2002, ông là Chủ tịch Ban giám khảo tại Liên hoan phim quốc tế Moscow lần thứ 24.
Aitmatov bị suy thận, và vào ngày 16 tháng 5 năm 2008, được đưa vào bệnh viện ở Nieders, Đức, nơi ông qua đời vì viêm phổi vào ngày 10 tháng 6 năm 2008 ở tuổi 79. [1] Trước khi chết, Aitmatov đã bay đến Kyrgyzstan, nơi có rất nhiều nghi lễ trước khi ông được chôn cất tại nghĩa trang Ata Beyit, nơi ông đã giúp tìm thấy nơi mà cha ông rất có thể được chôn cất, tại làng Chong-Tash, huyện Alamüdün , Chüy oblast, Kyrgyzstan.
Cáo phó của ông trên tờ Thời báo New York đã mô tả ông là "một nhà văn Cộng sản có tiểu thuyết và kịch trước khi Liên Xô sụp đổ đã lên tiếng cho người dân của nước cộng hòa Xô Viết xa xôi" và nói thêm rằng ông "sau đó trở thành một nhà ngoại giao và một bạn và cố vấn cho nhà lãnh đạo Liên Xô Mikhail Gorbachev. "
| “ | Я хочу, чтобы человек, которого я люблю, не боялся открыто любить меня. Иначе это унизительно. Tôi muốn người tôi yêu, không ngại công khai yêu tôi. Nếu không, đấy là sự nhục nhã. | ” |

## Tác phẩm
- Mặt đối mặt (1955)
- Kình địch (1957)
- Giamilia (1958)
- Mắt lạc đà (1960)
- Cây phong non trùm khăn đỏ (1961)
- Người thầy đầu tiên (1962)
- Truyện núi đồi và thảo nguyên (1963) (tập truyện gồm các truyện Người thầy đầu tiên, Mắt lạc đà, Cây phong non trùm khăn đỏ, Mặt đối mặt, Kình địch)
- Vĩnh biệt Gyulsary (1966)
- Con tàu trắng (1970)
- Lên núi Phú Sĩ (đồng tác giả với Kaltay Mukhamedzhanov)
- Sếu đầu mùa (1975)
- Con chó khoang chạy trên bờ biển (1977)
- Và một ngày dài hơn thế kỷ (1980, sau đổi tên là Буранный полустанок)
- Đoạn đầu đài (1986)
- Тавро Кассандры, (1996)
- Встреча с одним бахаи (trò chuyện với Feyzolla Namdar, 1998)
- Когда падают горы (2006)
- Материнское поле (2012)

## Vinh danh
Chyngyz Aytmatov được trường Đại học Quốc gia Moskva phong tặng hàm giáo sư.

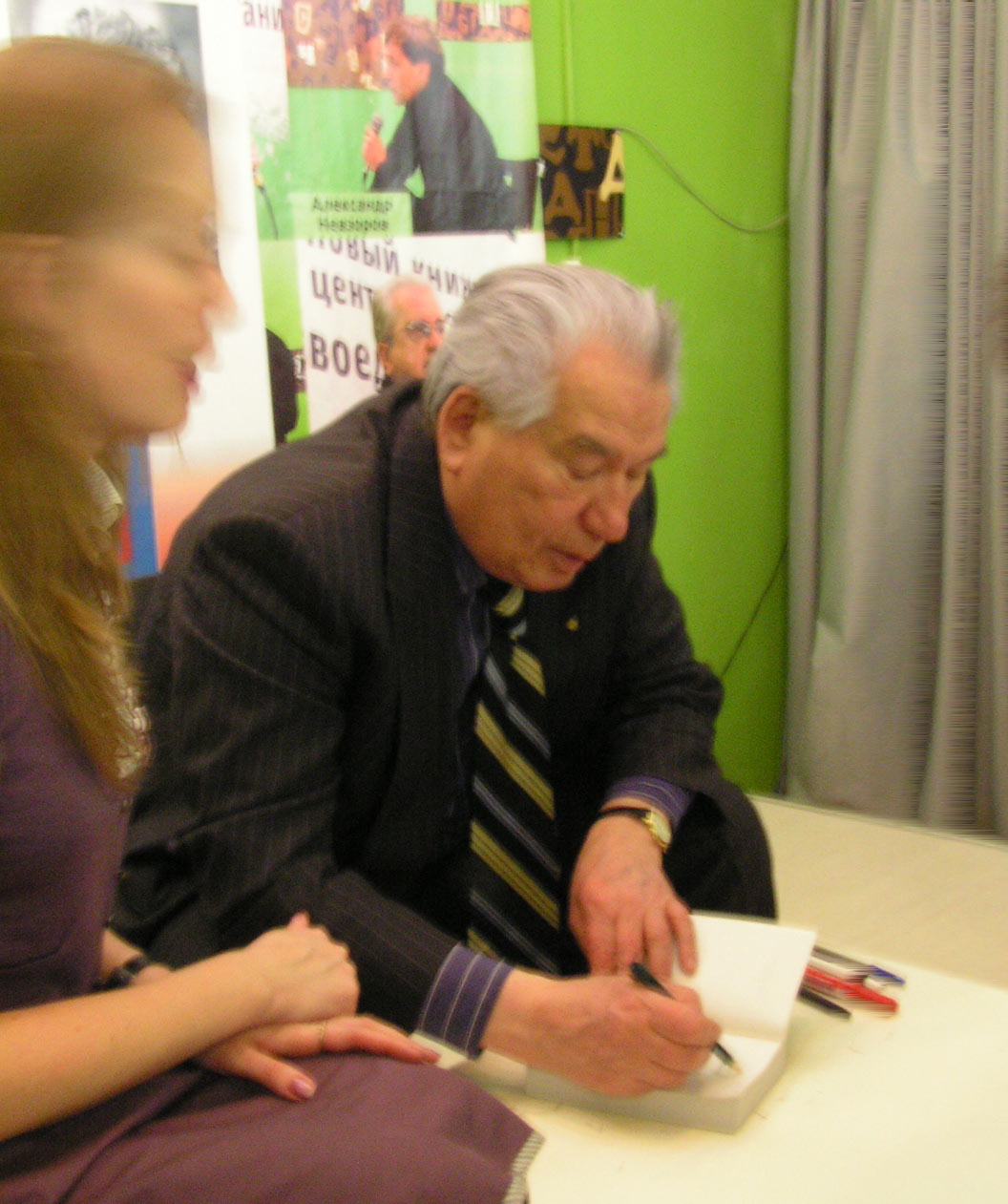
Chyngyz Aytmatov ở Sankt-Peterburg (2007)
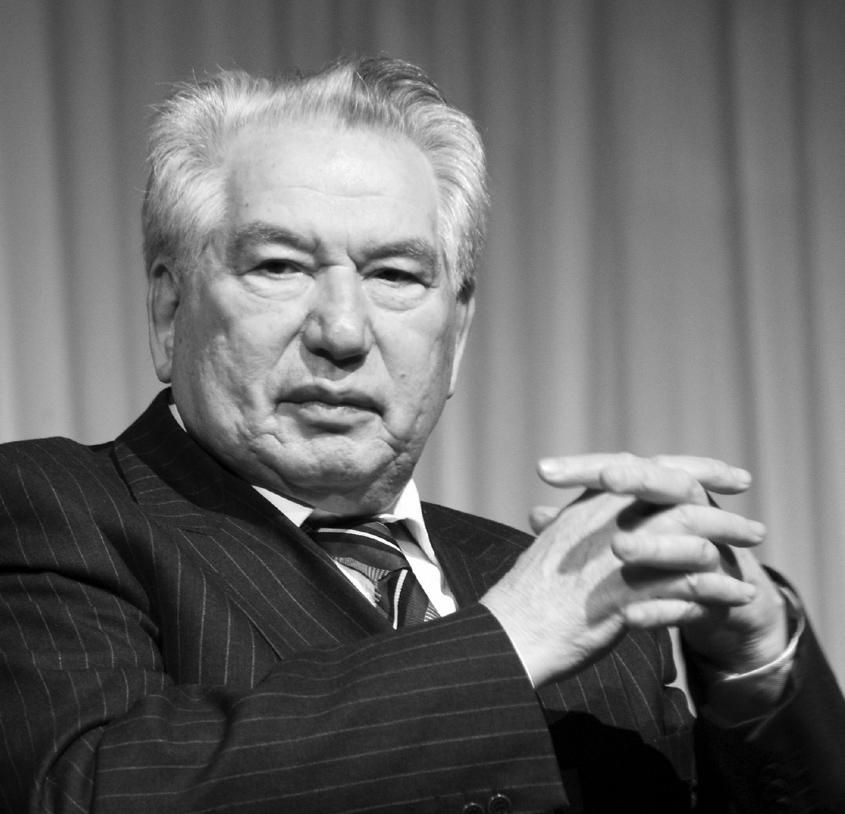
Chyngyz Aytmatov (2007)
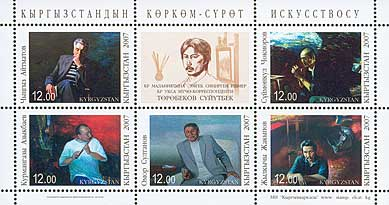
Tem kỷ niệm (2007)